# Маковская, Елена
Елена Маковская (пол. Helena Makowska, урожд. Елена Войневич, пол. Helena Woyniewicz; 2 марта 1893, Кривой Рог, Херсонская губерния — 22 августа 1964, Рим) — русская, польская, немецкая и итальянская актриса немого кино, певица оперетты.

## Биография
Родилась 2 марта 1893 года в местечке Кривой Рог в семье польского инженера Людвика Войневича, во время одной из командировок отца, который работал на российско-бельгийскую компанию. В шестнадцать лет вышла замуж за варшавского адвоката Юлиана Маковского (Julien Makowsky) от которого уехала в Милан учиться пению.
Творческую деятельность начала в 1911 году съёмкой в итальянском короткометражном фильме Il sogno di un tramonto d’autunno Луиджи Маджи.
Дебютировала в опере, как Амелия в Un Ballo in Mascbera (англ. A Masked Ball) и Елена в Mefistofele.
Дебютирует в кино в фильме Romanticismo снятом в Турине на студии Ambrosio Film. В 1915—1920 годах снялась не менее чем в сорока фильмах, работала на несколько киностудий. В кризисный период итальянской киноиндустрии переехала в Германию. Снималась в кино в Берлине и Варшаве. Во второй раз вышла замуж, за актёра Карла Фалькенберга.
В 1930-х годах в третий раз вышла замуж, теперь за англичанина. Вернулась в Польшу, где выступала на сцене Варшавской оперетты, в оперетте «Яхта любви» Фанни Гордон, оперетте «Женщина знает, чего хочет» (1932, нем. Eine Fran Die Weiss Was Sie Will) Оскара Штрауса, исполнила роль Микаэлы в «Кармен».
После немецкого вторжения в Польшу Маковская, как гражданка Великобритании, была арестована и депортирована в Берлин. На четыре года была заключена в концентрационный лагерь, откуда была освобождена по обмену заключёнными. После освобождения присоединилась к театральному ансамблю польской армии, в котором выступала до конца войны.
К 1951 году снялась в 46 фильмах. В 1954 году сыграла в эпизодах в фильме «Босоногая графиня».
Последние годы жизни провела в Италии. Умерла 22 августа 1964 года в Риме, где и похоронена на кладбище Сан-Лоренцо (Верано), Quadriportico 3, склеп Францисканцев.

## Фильмография
- Romanticismo (1915);
- Гамлет (1917, Rodolfi) — Офелия;
- Мучение (1917);
- Addio Giovinezza! (англ. Goodbye Youth!, До свидания, юность! 1918, Ital) — Елена;
- La Dame en Gris (англ. The Lady in Grey, 1919, Gladiator Films) — титульный персонаж;
- Il principe dell’impossibile (1919, Augusto Genina; Князь невозможного);
- Judith (1923, Theo Frenkel; Джудит);
- Frauenmoral (1923);
- Тарас Бульба (1924);
- Современные браки (1924);
- Der Schuß im Pavillon (1925, Выстрел в павильоне);
- Тайна одного часа (1925);
- Красный паяц (1926);
- La Valigia dei Sogni (1953, англ. The Suitcase of Dreams, Gianni Comencini, Cincteca Italiana).